# Emek
Emek (Esfuerzo en castellano) es una estación del Ankaray, componente del metro de la ciudad de Ankara, Turquía que se encuentra en el barrio homónimo, del distrito de Çankaya.